# Extrădare
Extrădarea este procesul oficial prin care un stat solicită și obține de la alt stat predarea unui cetățean suspectat sau acuzat de crimă. Între state-națiuni, extrădarea este reglementată prin tratate.

## Temeiul juridic
De regulă, extrădarea se efectuează pe baza unui acord între statele respective. Acesta ar putea să fie un tratat bilateral, fie o convenție multilaterală, la care ambele state solicitante ar trebui să fie părți. Un exemplu al unei astfel de convenții este Convenția europeană privind extrădarea din 1957.
În principiu, extrădarea poate fi efectuată fără contract, dacă acest lucru este prevăzut de legea părții solicitate.

## Condiții de eliberare
Extrădarea infractorilor — este dreptul statului, dar nu datoria. Aceasta devine o obligație numai dacă există un acord bilateral privind asistența judiciară reciprocă în materie penală.
Extrădarea poate fi efectuată numai în legătură cu anumite infracțiuni - de regulă, lista acestora sau criteriile de determinare a acestora (gravitatea pedepsei etc.) este stabilită în contract. În mod tradițional trebuie respectată regula "dublă jurisdicție", adică infracțiunea pentru care se solicită extrădarea ar trebui recunoscută ca atare în legislația părților solicitante și celor solicitate.
În același timp, contractele stabilesc condiții care permit negarea extrădării. Acestea includ în principal, suspiciunile statului solicitat că persoana este persecutată din motive politice sau că dacă este extrădată poate fi supus torturii sau pedepselor cu moartea.

## Procedura de extrădare
Procedura de extrădare începe cu trimiterea unei cereri corespunzătoare de la un stat la altul. De obicei, solicitarea se face fie în limba părții solicitate, fie într-una dintre limbile de comunicare internațională (în engleză, franceză - în funcție de solicitarea părții solicitate). Solicitările sunt transmise fie prin intermediul ministerelor afacerilor externe, fie prin intermediul agențiilor de aplicare a legii (ministerul de interne, justiție, procuratură, etc.).
În cazul deținerii presupusului infractor, procedura judiciară începe în statul solicitat. Rolul instanței este de a confirma validitatea cererii și respectarea tuturor cerințelor relevante. Dacă instanța respinge cererea, procedura este întreruptă. Dacă instanța confirmă posibilitatea extrădării, decizia este luată de autoritățile administrative.

## Tendințele actuale
În dreptul internațional modern, există o tendință de a simplifica procedura de extrădare. În special vorbim despre atenuarea cerințelor privind "jurisdicția dublă", reducerea numărului de motive pentru refuzul extrădării, reducerea rolului organismelor administrative. Frâna în acest proces este refuzul statelor de a recunoaște necondiționat mandatele de arestare emise în alte țări datorită diferenței dintre sistemele judiciare și uneori neîncrederii reciproce.
Cel mai mare progres în ceea ce privește simplificarea extrădării a fost realizat de statele membre ale Uniunii Europene, care au introdus așa-numitul "mandat european de arestare" în relațiile lor. De fapt aceasta presupune executarea automată a cererii de transfer al presupusului infractor, fără a verifica această solicitare în ceea ce privește conținutul.